# 赤牛の書
赤牛の書 (あかうしのしょ) あるいはレヴォル・ナ・フドゥレ(アイルランド語: Lebor na hUidre)は12世紀初頭までに成立したと考えられる、アイルランドの写本。聖俗両分野の文学作品を豊富に収めた文学全書としての性質を備える。そのおよそ半分が失われ、67葉のみが現存している。褐牛の書、灰褐色の牛の書などとも。
この書はエオハド・ウア・ケーリーン (Eochaid ua Cerfn)と彼の同時代人であるモナスターボイスのフランにより、「エオハド・ウア・フラナガーンに属する書物、モナスターボイスの書物、アーマーの宝物庫から今は失われてしまった黄色本、モナスターボイスから学生によって海外に持ち去られて紛失した短本」が集められて作られた写本集成であることが編纂の辞に記されている。
筆写を担当したのは3人の筆写生であり、そのうちマイル・ムイレともう一名の筆写生の手によって一たび完成した。マイル・ムイレは1106年に死亡しているため、この初期の筆写作業は12世紀初頭までに完了していたと考えられている。12世紀の後半には3人目の筆写生「H」による加筆・修正が加わっている。
「赤牛」という名は、6世紀の人物である聖キアランが『クアルンゲの牛捕り』を書き止めるため、自身の赤牛を屠殺して準備した羊皮紙からこの書を作成したとする、実際の編纂時期とは噛み合わない時代錯誤な伝説に基づく。
この写本と12世紀の『レンスターの書』の二冊は初期アイルランド文学の二大全書とも呼ぶべき立ち位置を占める。

## 所収作品
- 世界の六時代（英語版） (Sex aetates mundi)
- ブリテンの書（英語版）(Lebor Bretnach) 『ブリトン人の歴史』のアイルランド語訳。
- コルム・キレ賛歌 (Amra Coluim Chille)
- トゥアン・マク・カリル（英語版）の話 (Scél Tuain meic Cairill do Finnen Maige Bile)
- 天の王国の悲しき二人 (Dá brón flatha nime)
- ウラド人の酩酊 (Mesca Ulad)
- ダルティドの牛捕り (Táin bó Dartada)
- フリディシュの牛捕り（英語版） (Táin Bó Flidhais)
- マイル・ドゥーン（英語版）の航海 (Immram curaig Mail Dúin)
- アダムナーンの幻想（英語版） (Fís Adomnáin)
- 終末の話 (Scéla laí brátha) (Hによる追加)
- 復活の話  (Scéla na esergi) (Hによる追加)
- ナト・イー（英語版）の最期 （Aided Nath Í ocus a adnacol) (Hによる追加)
- エオヒド・マク・マレダの最期 (Aided Echach meic Maíreda) (Hによる追加)
- クマハの戦い (Fotha catha Cnucha) (Hによる追加)
- 病のクー・フーリン（英語版） (Serglige Con Culainn) (Hによる追加)
- 埋葬地誌　(Senchas na relec) (Hによる追加)
- アイド・スラーネ（英語版）の誕生 (Genemain Áeda Sláne) (Hによる追加)
- デーシの追放（英語版） (Tucait innarba na nDessi i mMumain ocus aided Chormaic)
- クアルンゲの牛捕り (Táin Bó Cúailnge) (Hによる節の補完あり)
- ダ・デルガの館の崩壊（英語版）(|Togail bruidne Dá Derga) (Hによる節の補完あり)
- ブリクリウの饗宴（英語版） (Fled Bricrenn) (Hによる節の補完あり)
- クー・フーリンの幻の戦車手 (Siaburchapat Con Culaind) (Hによる節の補完あり)
- カルン・ニコルの戦い (Cath Cairnd Chonaill) (Hによる追加)
- ロイガレの改宗　(Comthoth Lóegairi co cretim ocus a aided) (Hによる追加)
- コンの息子アルト（英語版）の予言 (Fástini Airt meic Cuind ocus a chretem)
- コンラ（英語版）の異界行 (Echtra Condla Chaim meic Cuind Chetchathaig)
- 世界の四地域 (Cethri Arda in Domain)
- ブランの航海 (Imram Brain mac Febail)
- エウェルへの求婚（英語版） (Tochmarc Emire) (Hによる節の補完あり)
- クー・フーリンの誕生（英語版） (Compert Con Culainn) (Hによる節の補完あり)
- エーダインへの求婚（英語版） (Tochmarc Étaíne)
- モンガーン（英語版）の誕生 (Compert Mongáin)
- フォタド・アルグテフの最期 (Scel asa mberar combad hé Find mac Cumaill Mongáin ocus aní día fil aided Fothaid Airgdig)
- モンガーンの話 (Scél Mongáin)
- モンガーンの狂気 (Tucait baile Mongáin)
- ウラドの戦士の首 (Inna hinada hi filet cind erred Ulad)